# Российская государственная специализированная академия искусств
Росси́йская госуда́рственная специализи́рованная акаде́мия иску́сств (РГСАИ, бывш. ГСИИ) — высшее учебное заведение готовящее артистов театра, художников и музыкантов. Специализируется на обучении студентов с ограниченными физическими возможностями. Основана в 1990 году. Находится в Москве.

## История
Учебное заведение было создано в 1990 году как Государственный специализированный институт искусств (ГСИИ) — структурное подразделение Всесоюзного Центра творческой реабилитации инвалидов. В 2004 году преобразован в федеральное государственное образовательное учреждение высшего профессионального образования Государственный специализированный институт искусств. С 2005 года — подведомственное учреждение Министерства культуры. В 2014 году переименован в Российскую государственную специализированную академию искусств.

## Здание
Четырёхэтажное здание академии было построено в начале 1950-х годов по типовому проекту Л. А. Степановой. Первоначально в нём размещалась школа № 96 Киевского района. Несмотря на то, что здание является типовым, и по этому же проекту в Москве построен ряд других школ, оно значится в реестре объектов культурного наследия как «памятник архитектуры федерального значения».

## Ректоры
- 2001—2006 гг. — А. В. Ишин
- 2006—2009 гг. — И. М. Востров
- 2009—2010 гг. — М. П. Семаков
- 2010—2011 гг. — А. И. Шатский
- 2011—2021 гг. — А. Н. Якупов
- 2021—2022 гг. — Е. Н. Благирева (и. о. ректора)
- с 2022 года — Е. А. Пахомова

## Факультеты и кафедры

### Факультет изобразительных искусств
Факультет готовит специалистов в области академической станковой живописи и графики, а также средового дизайна. Декан факультета — доцент В. П. Богданов.
Кафедра живописи и графики (заведующий — профессор, заслуженный художник РФ Комаров Н. Е.):
- Мастерская станковой живописи профессора, засл. худ. РСФСР, академика О. Н. Лошакова;
- Мастерская станковой живописи профессора, засл. худ. РФ, академика И. А. Полиенко;
- Мастерская станковой графики профессора, засл. худ. РФ Н. Е. Комарова;
- Мастерская линогравюры и офорта доцента Т. Н. Галактионовой;
- Мастерская академической скульптуры А. А. Бабенко

Кафедра средового дизайна (заведующий — профессор И.Э. Долматова)
На кафедре преподают доценты: И.А. Ширшков, Член-корреспондент РАХ М.В. Сулейменова, С. В. Туркина, И. Н. Денисова 
- Мастерская керамики доцента С. В. Туркиной
- Мастерская компьютерного проектирования Б. А. Вышегородских

### Музыкальный факультет
Факультет готовит вокалистов, исполнителей и звукорежиссёров. Декан факультета — профессор Антонова Юлия Павловна
- Кафедра инструментального исполнительства (профессор Антонова Юлия Павловна)
  - Класс профессора Ю. П. Антоновой (специальное фортепиано)
  - Класс профессора А. И. Шатского (флейта)
  - Класс профессора Калицкого В. В. (специальное фортепиано, концертмейстерский класс, камерный ансамбль)
  - Класс профессора, засл. арт. РФ С. С. Сорокина (кларнет)
  - Класс доцента, кандидата искусствоведения Паутова А. К. (труба)
  - Класс доцента Соловьёва А. К. (тромбон)

- Кафедра оперной подготовки (профессор, заслуженный деятель искусств РФ, Якупов Александр Николаевич) 
  - Класс профессора, заслуженного деятеля искусств РФ Якупова А. Н. (оперный театр: работа над ролью с дирижёром);
  - Класс профессора Калицкого В. В. (изучение оперных партий);
  - Класс доцента Фредди Кадена (оперный театр: работа над ролью с дирижёром);
  - Класс доцента Файн Ю. В. (оперный класс, актёрское мастерство).

- Кафедра оперного пения (профессор, народный артист РФ, Пётр Сергеевич Глубокий)
  - Класс профессора, нар. арт. РФ П. С. Глубокого
  - Класс доцента, засл. раб. культуры республики Тыва А. А. Гайнановой
  - Класс доцента Клименко Е. В. (зам. зав. каф.)
  - Класс преподавателя Гринько О. Г.

- Кафедра народных инструментов (профессор И. В. Сыроежкин)
  - Класс профессора, засл. арт. РФ Ю. А. Сидорова (баян-аккордеон)
  - Класс профессора, засл. арт. РФ И. И. Сенина (балалайка)

- Кафедра теории и истории музыки

- Кафедра музыкальной звукорежиссуры, акустики и информатики;

- Оперный театр

### Театральный факультет
Факультет готовит актеров драматического, комедийного и мимического театра, а также мастеров художественного слова. Декан факультета — профессор Востров Игорь Михайлович.
- Кафедра актерского искусства (заведующий — профессор Е. К. Карельских);
  - Мастерская профессора, нар. арт. РСФСР Е. К. Карельских
- Кафедра пластической выразительности (заведующая — доцент Мигицко Е. С.);
- Кафедра сценической речи и сурдопедагогики.
- Лаборатория жестового языка и сурдологии (рук. В. Э. Ромашкина)

### Межфакультетская кафедра гуманитарных дисциплин
Заведующая кафедрой — кандидат философских наук, профессор Диденко Наталья Станиславовна

## Профессорско-преподавательский состав
Штат преподавателей насчитывает около 100 человек.

### Профессора
- Карельских Евгений Константинович, Народный артист РСФСР (актерское мастерство).
- Лошаков Олег Николаевич, академик РАХ, Заслуженный художник РСФСР (живопись).
- Полиенко Иван Алексеевич, член-корреспондент РАХ, Заслуженный художник РФ (живопись).
- Якупов Александр Николаевич, доктор искусствоведения, Заслуженный деятель искусств РФ (оперный театр: работа над ролью с дирижёром).

## Оперный театр
18 декабря 2012 года состоялось торжественное открытие Оперного театра РГСАИ гала-концертом студентов и выпускников музыкального факультета. Музыкальный руководитель театра — дирижёр, заслуженный деятель искусств РФ, профессор Якупов Александр Николаевич. Заведующий труппой и старший концертмейстер, профессор Калицкий Виталий Валерьевич.
- 19 декабря 2012 года состоялось премьера оперы А. С. Даргомыжского «Каменный гость».
- 20 декабря 2012 г. состоялась премьера оперы Ж. Оффенбаха «Муж за дверью».
- 26 декабря 2013 года состоялась премьера оперы П. И. Чайковского «Иоланта».